# Gichenbach
Gichenbach ist ein Stadtteil von Gersfeld (Rhön) im osthessischen Landkreis Fulda.

## Geographische Lage
Gichenbach liegt in der Rhön rund 5,7 km westsüdwestlich vom Zentrum des Gersfelder Kernorts. Es befindet sich im Biosphärenreservat Rhön und im Naturpark Hessische Rhön an der Einmündung des Gichenbachs in die durch das Dorf fließende Schmalnau, die bis dahin auch Rommerser Wasser genannt wird. Auf etwa 420 bis 480 m ü. NN gelegen grenzt es an die Gersfelder Stadtteile Hettenhausen im Nordwesten, Altenfeld im Norden, Rommers im Ostsüdosten und Dalherda im Südsüdwesten sowie an Schmalnau (Sitz der Gemeinde Ebersburg) im Westnordwesten.
Siedlungsplätze innerhalb der Gemarkung:
- Aschenhütte (Hof)[3]
- Gichenbachshof (Gehöftgruppe)[4]
- Grabenhof (Hof)[5]
- Hauk (Hof)[6]
- Hütte (Hof)[7]
- Ilmesberg (Hof)[8]
- Kastenhof (Hof)[9]
- Melmenäcker (Gehöftgruppe)[10]
- Petersberg (Hof)[11]
- Petersweg (Hof)[12]
- Pulvermühle (Mühle)[13]
- Ruhhof (Gehöftgruppe)[14]

## Geschichte

### Ortsgeschichte
Die älteste bekannte schriftliche Erwähnung von Gichenbach erfolgte im Jahr 1560. Danach wurde 1560 Gichenbach mit Almers zusammen so geteilt, dass 1⁄3 dem Kloster Fulda und  2⁄3 den Ebersbergischen Ganerben gehören sollten.
Im Jahr 1854 wurden ein Teil von Gichenbach nach Altenfeld umgemeindet.
Zum 31. Dezember 1971 wurde die bis dahin selbständige Gemeinde Gichenbach im Zuge der Gebietsreform in Hessen auf freiwilliger Basis in die Stadt Gersfeld eingemeindet.
Für den Stadtteil Gichenbach wurde, wie für die übrigen nach Gersfeld eingegliederten Gemeinden, ein Ortsbezirk eingerichtet.

### Verwaltungsgeschichte im Überblick
Die folgende Liste zeigt die Staaten und Verwaltungseinheiten, denen Gichenbach angehört(e):

- vor 1803: Heiliges Römisches Reich, Fürstabtei Fulda, Amt Weyhers
- 1803–1806: Heiliges Römisches Reich, Fürstentum Nassau-Oranien-Fulda, Fürstentum Fulda,[Anm. 2] Amt Weyhers
- 1806–1810: Kaiserreich Frankreich,[Anm. 3] Fürstentum Fulda (Militärverwaltung)
- 1810–1813: Großherzogtum Frankfurt, Departement Fulda, Distrikt Weyhers
- ab 1814: Königreich Bayern, Landgerichtsbezirk Weyhers
- ab 1816: Königreich Bayern,[Anm. 4] Untermainkreis, Landgerichtsbezirk Weyhers
- ab 1838: Königreich Bayern, Kreis Unterfranken und Aschaffenburg, Landgerichtsbezirk Weyhers
- ab 1843: Königreich Bayern, Regierungsbezirk Unterfranken und Aschaffenburg
- ab 1862: Königreich Bayern, Regierungsbezirk Unterfranken, Bezirksamt Gersfeld[Anm. 5]
- ab 1866: Norddeutscher Bund, Königreich Preußen,[Anm. 6] Provinz Hessen-Nassau, Regierungsbezirk Kassel, Kreis Gersfeld
- ab 1871: Deutsches Reich,  Königreich Preußen, Provinz Hessen-Nassau, Regierungsbezirk Kassel, Kreis Gersfeld
- ab 1918: Deutsches Reich, Freistaat Preußen, Provinz Hessen-Nassau, Regierungsbezirk Kassel, Kreis Gersfeld
- ab 1932: Deutsches Reich, Freistaat Preußen, Provinz Hessen-Nassau, Regierungsbezirk Kassel, Landkreis Fulda
- ab 1944: Deutsches Reich, Freistaat Preußen, Provinz Kurhessen, Landkreis Fulda
- ab 1945: Amerikanische Besatzungszone,[Anm. 7] Groß-Hessen, Regierungsbezirk Kassel, Landkreis Fulda
- ab 1946: Amerikanische Besatzungszone, Hessen, Regierungsbezirk Kassel, Landkreis Fulda
- ab 1949: Bundesrepublik Deutschland, Hessen, Regierungsbezirk Kassel, Landkreis Fulda
- ab 1972: Bundesrepublik Deutschland, Hessen, Regierungsbezirk Kassel, Landkreis Fulda, Stadt Gersfeld

## Bevölkerung

### Einwohnerentwicklung
| Gichenbach: Einwohnerzahlen von 1834 bis 2020 | Gichenbach: Einwohnerzahlen von 1834 bis 2020 | Gichenbach: Einwohnerzahlen von 1834 bis 2020 | Gichenbach: Einwohnerzahlen von 1834 bis 2020 | Gichenbach: Einwohnerzahlen von 1834 bis 2020 |
| --- | --------------------------------------------- | --------------------------------------------- | --------------------------------------------- | --------------------------------------------- |
| Jahr |                                               |                                               |                                               | Einwohner                                     |
| 1834 | 1834                                          |                                               | 511                                           | 511                                           |
| 1840 | 1840                                          |                                               | 522                                           | 522                                           |
| 1846 | 1846                                          |                                               | 502                                           | 502                                           |
| 1852 | 1852                                          |                                               | 482                                           | 482                                           |
| 1858 | 1858                                          |                                               | 342                                           | 342                                           |
| 1864 | 1864                                          |                                               | 355                                           | 355                                           |
| 1871 | 1871                                          |                                               | 326                                           | 326                                           |
| 1875 | 1875                                          |                                               | 325                                           | 325                                           |
| 1885 | 1885                                          |                                               | 355                                           | 355                                           |
| 1895 | 1895                                          |                                               | 337                                           | 337                                           |
| 1905 | 1905                                          |                                               | 336                                           | 336                                           |
| 1910 | 1910                                          |                                               | 308                                           | 308                                           |
| 1925 | 1925                                          |                                               | 308                                           | 308                                           |
| 1939 | 1939                                          |                                               | 277                                           | 277                                           |
| 1946 | 1946                                          |                                               | 344                                           | 344                                           |
| 1950 | 1950                                          |                                               | 317                                           | 317                                           |
| 1956 | 1956                                          |                                               | 278                                           | 278                                           |
| 1961 | 1961                                          |                                               | 280                                           | 280                                           |
| 1967 | 1967                                          |                                               | 271                                           | 271                                           |
| 1970 | 1970                                          |                                               | 209                                           | 209                                           |
| 1980 | 1980                                          |                                               | ?                                             | ?                                             |
| 1990 | 1990                                          |                                               | ?                                             | ?                                             |
| 2000 | 2000                                          |                                               | 190                                           | 190                                           |
| 2005 | 2005                                          |                                               | 200                                           | 200                                           |
| 2010 | 2010                                          |                                               | 194                                           | 194                                           |
| 2011 | 2011                                          |                                               | 180                                           | 180                                           |
| 2015 | 2015                                          |                                               | 166                                           | 166                                           |
| 2020 | 2020                                          |                                               | 167                                           | 167                                           |
| Datenquelle: Historisches Gemeindeverzeichnis für Hessen: Die Bevölkerung der Gemeinden 1834 bis 1967. Wiesbaden: Hessisches Statistisches Landesamt, 1968. Weitere Quellen: LAGIS:; Nach 1970 Stadt Gersfeld:; Zensus 2011 |                                               |                                               |                                               |                                               |

### Einwohnerstruktur 2011
Nach den Erhebungen des Zensus 2011 lebten am Stichtag dem 9. Mai 2011 in Gichenbach 180 Einwohner. Darunter waren keine Ausländer. Nach dem Lebensalter waren 30 Einwohner unter 18 Jahren, 65 zwischen 18 und 49, 36 zwischen 50 und 64 und 36 Einwohner waren älter. Die Einwohner lebten in 69 Haushalten. Davon waren 18 Singlehaushalte, 18 Paare ohne Kinder und 27 Paare mit Kindern, sowie 6 Alleinerziehende und keine Wohngemeinschaften. In 18 Haushalten lebten ausschließlich Senioren und in 42 Haushaltungen lebten keine Senioren.

### Historische Religionszugehörigkeit
| • 1885: | 242 evangelische (= 68,2 %), 113 katholische (= 31,8 %) Einwohner |
| • 1961: | 185 evangelische (= 66,1 %), 94 katholische (= 33,6 %) Einwohner  |

## Politik
Für Gichenbach besteht ein Ortsbezirk (Gebiete der ehemaligen Gemeinde Gichenbach) mit Ortsbeirat und Ortsvorsteher nach der Hessischen Gemeindeordnung. Der Ortsbeirat besteht aus drei Mitgliedern. Bei den Kommunalwahlen in Hessen 2021 betrug die Wahlbeteiligung zum Ortsbeirat 70,00 %. Alle Kandidaten gehörten der „Bürgerliste Gichenbach“ an. Der Ortsbeirat wählte Uwe Reuß zum Ortsvorsteher. Der Ortsbeirat löst sich zum 29. Juli 2023 auf.